# Alliance Oil
Alliance Oil Company (произносится Эллайэнс ойл кампани, AOIL) — российская нефтяная компания. Штаб-квартира компании расположена в Москве, инкорпорирована компания на Бермудских островах.

## История
Компания была образована в 2008 году путём слияния шведской компании West Siberian Resources и российской «Альянс».
Alliance Oil Company добывала нефть и вела разведку месторождений в Томской области, Тимано-Печоре и Волго-Уральском регионе, а также в Казахстане.
В начале 2013 года Группа Альянс и «Независимая нефтяная компания», принадлежавшая Эдуарду Худайнатову, создали совместное предприятие, в котором сторонам принадлежало 60 и 40 процентов соответственно с ресурсной базой в 500 миллионов тонн нефтяного эквивалента.
В сентябре 2014 года «Независимая нефтяная компания» стала единоличным владельцем нефтегазовых активов группы Альянс, выкупив 60-процентную долю в этом совместном предприятии у семьи Бажаевых.

## Собственники и руководство
Основные владельцы компании: BNP Paribas (23,5 %), группа «Альянс» (18 %), «Альянс Капитал» (3,9 %), Repsol Exploracion (3,2 %, структура испанской нефтяной компании Repsol YPF).
Председатель совета директоров компании — Эрик Форш (Eric Forss). Управляющий директор — Арсен Идрисов.

## Деятельность
Alliance Oil — вертикально интегрированная нефтяная компания, ведущая операции в России и Казахстане. Запасы компании на 2011 год составляют 648 млн баррелей, дневная добыча — 49 тысяч баррелей, нефтеперерабатывающие мощности — около 74 тысяч баррелей в день (в число активов компании входит Хабаровский НПЗ).
Alliance Oil также принадлежит 51% в совместном предприятии с Repsol (в него внесены «Татнефтеотдача», «Санеко» и «Евротэк») и в совместном предприятии с Shell, владеющим 200 АЗС на Украине и 20 АЗС в Крыму.

### Показатели деятельности
Выручка по МСФО за 2011 год составила $3,08 млрд (за 2010 год — $2,20 млрд), чистая прибыль — $328 млн ($226 млн).